# L字型画面
L字型画面（エルじがたがめん）は、テレビの情報表示の手法で、通常放送の左側および下側にL字型のスペースを作って情報を流す表示法。L字画面、L字テロップ（L字テロ）、L画面、L字放送または単にL字とも呼ばれる。

## 概説

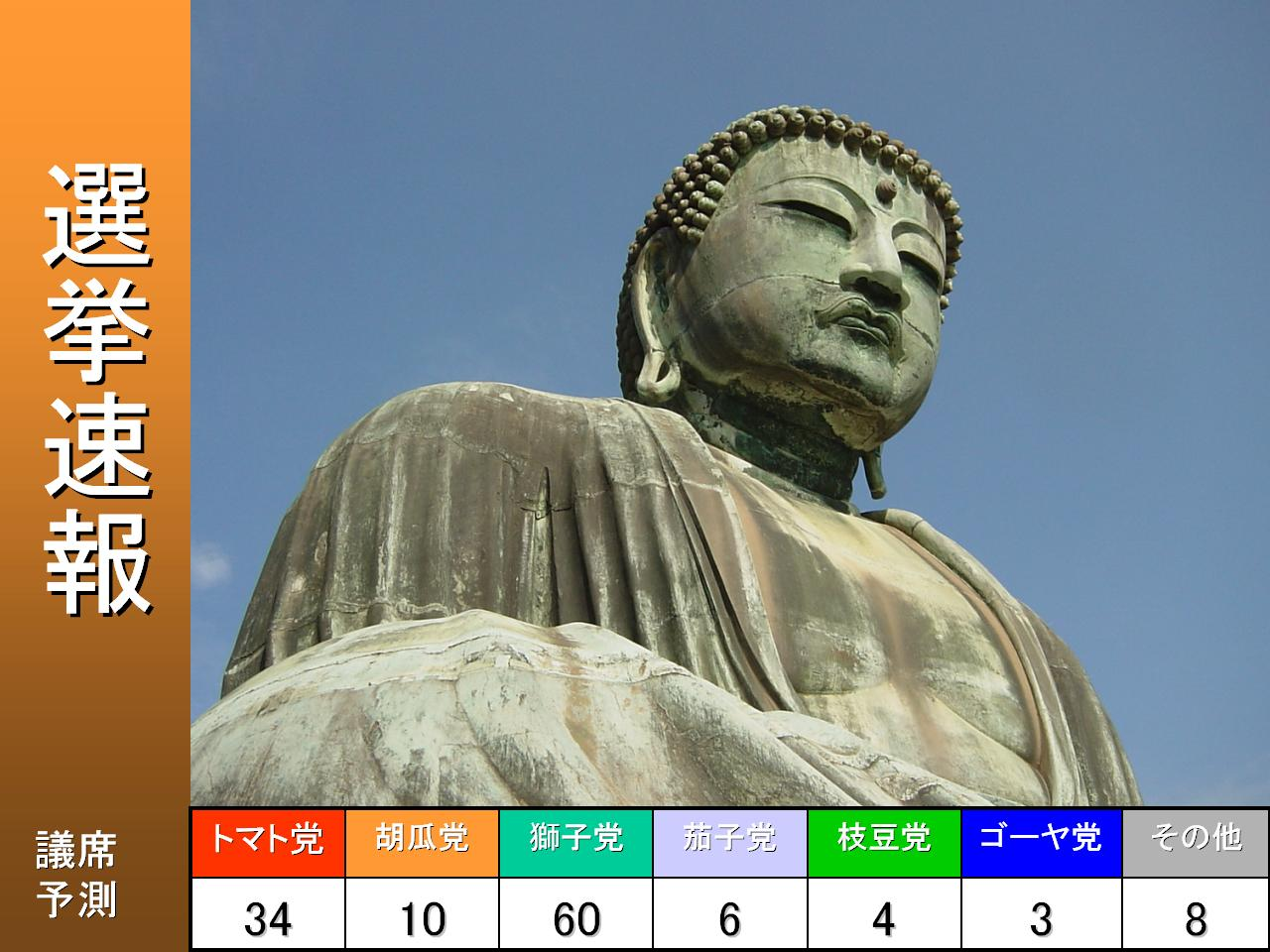
架空の選挙速報の画面

番組で表示する字幕などから邪魔にならないように、放送されている映像を縮小・圧縮して空き領域（余白部分）に情報を提供する。その空き領域がアルファベットのL字型に見えることから「L字型画面」と呼ばれるようになった。
L字型画面で本来の映像が流れる、右上側の領域を「映像領域」、L字型に情報を表示する領域を「L字領域」という。余白部分を設ける形状により逆L字型（┏）画面、U字型画面、コの字形画面などもあり、これらも便宜上「L字型画面」と呼ばれる。
一般的に採用されている事例としては国政選挙の選挙速報や、大規模な自然災害（台風、最大震度5弱以上の地震、水害など）の発生時、新型インフルエンザ等対策特別措置法による発令時、あるいは国内外の重要ニュース（戦争や大規模紛争など）が挙げられる。自然災害の場合は、注警報、被害状況、ライフライン情報、交通情報、気象情報などを提供する。
一般には関連番組との連動であり、民放でのコマーシャルメッセージ（CM）ではスポンサーへの配慮のため、一切表示されることはなく、CMに切り替わる際、通常の画面に戻して表示されることになる。ただし、インターネットCMでは極一部の作品での実施例があり、テレビCMと全く同じ素材に商品紹介のL字形やU字型の画面が表示される。テレビCMよりも高額な著作権料や肖像権料を下げられるメリットがあることによるもの。
都道府県・市区町村広報番組で、聴覚障害者のために手話通訳者を映し出す小窓画面や文字を流すために、あえてL字タイプの画面構成にしているところもある。

## 特徴
L字型画面はもともと流れている親映像に直接字幕を載せるのではなく、字幕を呈示する領域と映像領域を明確に区別するため字幕の読みやすさや親映像の鑑賞に配慮した速報形式だが、L字型画面は親映像が圧縮されると同時に、速報の呈示によって映像観賞時の視聴者の感性に影響を与えることや、録画しても消えずに残り続けるなどの影響もある。

## 類似技術
ニュースティッカー
画面下の1行文字情報のみ提供することをティッカーテープ（株価情報を印字する紙テープ）になぞらえてティッカー (ticker) と呼ぶ。ニュース番組やスポーツ中継などで表示する。ティッカーが常時表示されることを踏まえた画面構成となるので、L字型画面における映像の縮小などは行わない。
通常のスクロール表示による1行ティッカーのほか、株式市況などで見られる2行ティッカー（文字が流れる速度を相互行で変えて、見やすい工夫を施す）や、下から上へ文字がせり上がるフリッパータイプもある。アラビア語圏やペルシア語圏では文字が左から右へ流れる。